# ويليام كارينغتون تومسون
ويليام كارينغتون تومسون هو محامي وقاضي وسياسي أمريكي، ولد في 6 نوفمبر 1915 في تشاتهام في الولايات المتحدة، وتوفي بنفس المكان في 11 يونيو 2011. نشط حزبياً في الحزب الديمقراطي. وقد انتخب عضو مجلس ولاية فرجينيا ‏.